# FC Kerkbrugge
FC Kerkbrugge was een Belgische voetbalclub uit Kerkbrugge bij Evergem. De club werd in mei 1970 opgericht en sloot een paar maanden later aan bij de KBVB met stamnummer 7482.
In 1997 fuseerde de club met VV Eendracht Doornzele tot FC Doornzele-Kerkbrugge, dat intussen ook al verder is gefusioneerd tot DKW Evergem dat op het oude terrein van FC Kerkbrugge speelt.

## Geschiedenis
De eerste twintig jaar van zijn bestaan speelde FC Kerkbrugge in Vierde Provinciale, het eindigde vaak onder in de klassering, tussen 1980 en 1985 werd dat eerder de bovenste middenmoot, met een tweede plaats in 1982 als uitschieter.
Daarna was het weer sportief matig, tot in 1990 een zesde plaats voldoende was voor promotie naar Derde Provinciale, de reeksen werden in dat jaar immers uitgebreid met een extra reeks in Tweede en Derde Provinciale, waardoor een heel aantal clubs promoveerden.
Niet geheel onverwacht bleek Derde Provinciale een brug te ver voor deze bescheiden club, een laatste plaats veroordeelde FC Kerkbrugge opnieuw tot Vierde Provinciale.
Toch had het verblijf een reeks hoger wat losgemaakt bij de club, want na drie jaar verblijf in Vierde Provinciale, werd in 1996 de eerste kampioenstitel in de clubgeschiedenis gevierd in Derde Provinciale A waarbij slechts twee wedstrijden werden verloren.
Ditmaal kon FC Kerkbrugge een plaats in de middenmoot van Derde Provinciale bemachtigen, meteen het beste resultaat uit de clubgeschiedenis.
Buur Eendracht Doornzele had het intussen erg moeilijk in Vierde Provinciale en de clubs besloten te fusioneren tot FC Doornzele-Kerkbrugge en verder te gaan onder het stamnummer van Doornzele.